# Diocese de Loja
A Diocese de Loja (em latim:  Dioecesis Loiana) é uma diocese católica localizada em Loja, Equador, integrada na Província Eclesiástica de Cuenca. Foi criada em 29 de Dezembro de 1862 a partir do território da então Diocese de Cuenca (hoje Arquidiocese).
Em 26 de Julho de 1954 cedeu território para a criação da Prelatura Territorial de El Oro (hoje Diocese de Machala).

## História
A diocese foi erigida em 29 de dezembro de 1862 por bula papal do Papa Pio IX, obtendo o território da diocese de Cuenca (hoje arquidiocese). O primeiro bispo da diocese foi José Ramón Silvestre Masiá y Vidiela, que foi eleito em 17 de setembro de 1875, foi consagrado em 21 de setembro de 1876 e tomou posse em 30 de novembro de 1876. Em 30 de novembro de 1876, a antiga igreja matriz foi erguida como catedral.
Em 26 de julho de 1954, cedeu uma parte de seu território para a ereção da prelazia territorial de El Oro (hoje diocese de Machala) por meio da bula Nos minime latet do Papa Pio XII.
Originalmente sufragânea da Arquidiocese de Quito, em 9 de abril de 1957 tornou-se parte da província eclesiástica da Arquidiocese de Cuenca.

## Bispos
|                          | Nome                                 | Período    | Notas                                   |
| Bispos                   | Bispos                               | Bispos     | Bispos                                  |
| ------------------------ | ------------------------------------ | ---------- | --------------------------------------- |
| 12º                      | Walter Jehová Heras Segarra, O.F.M.  | 2019-atual |                                         |
| 11º                      | Alfredo José Espinoza Mateus, S.D.B. | 2013-2019  | Nomeado Arcebispo de Quito              |
| 10º                      | Julio Parrilla Díaz                  | 2008–2013  | Nomeado Bispo de Riobamba               |
| 9º                       | Hugolino Cerasuolo Stacey, O.F.M.    | 1985–2007  |                                         |
| 8º                       | Alberto Zambrano Palacios, O.P.      | 1972–1985  |                                         |
| 7º                       | Luis Alfonso Crespo Chiriboga        | 1963–1972  |                                         |
| 6º                       | Juán Maria Riofrio, O.P.             | 1956–1963  |                                         |
| 5º                       | Nicanor Roberto Aguirre Baus         | 1945–1956  |                                         |
| 4º                       | Guglielmo Harris                     | 1920–1944  |                                         |
| 3º                       | Carlos María de la Torre             | 1911–1919  | Nomeado Bispo de Riobamba               |
| 2º                       | Juan José Antonio Eguiguren-Escudero | 1907–1911  |                                         |
| 1º                       | José María Massia, O.F.M.            | 1875–1902  |                                         |
| Administrador Apostólico |                                      |            |                                         |
|                          | José María Riofrío y Valdivieso      | 1867-1875  | Arcebispo de Quito                      |
|                          | Walter Jehová Heras Segarra, O.F.M.  | 2019       | Vigário Apostólico de Zamora no Equador |